# سان بينوا
سان بينوا (بالفرنسية: Saint-Benoît)‏ هي إحدى البلديات في ريونيون الفرنسية فيما وراء البحار. تقع في الجزء الشرقي من جزيرة ريونيون، على بعد حوالي 40 كيلومترًا جنوب شرق العاصمة سان دوني.